# Dylan Remick
Dylan Remick est un joueur de soccer américain né le 19 mai 1991 à Inverness en Illinois. Il évolue au poste d'arrière gauche.

## Biographie
Dylan Remick est repêché par les Sounders de Seattle en 35e position lors de la MLS SuperDraft 2013. Il signe un contrat professionnel avec cette équipe un mois plus tard, jute avant le début de la saison de Major League Soccer.